# بانكارانا (بافيا)
بانكارانا (بالإيطالية: Pancarana)‏ هي بلدة تقع في مقاطعة بافيا بإقليم لومبارديا في شمال إيطاليا. تبلغ مساحة هذه المدينة 6.2 (كم²)، وترتفع عن سطح البحر 68 م، بلغ عدد سكانها 315 نسمة في عام 2004 حسب إحصاء المعهد الوطني للإحصاء.

## السكان
في سنة 1861 بلغ عدد السكان 681 نسمة، وتطور العدد ليصل في سنة 2011 لـ 316 نسمة.
يظهر هذا المخطط البياني تطور النمو السكاني لـ بانكارانا (بافيا)